# Juliette Agnel
Juliette Agnel, née en 1973, est une photographe française. Elle s’est vu décerner en 2023 le prix Niépce Gens d'images .

## Biographie
Née en 1973, à Paris, Juliette Agnel est marquée durant son adolescence par les ouvrages suscités par des voyages, notamment Dieu d'eau de Marcel Griaule, L'Afrique fantôme de Michel Leiris sur la fameuse mission Dakar-Djibouti effectuée sous la direction de  Marcel Griaule, les écrits sur la Chine de Victor Segalen, et les fictions de Jules Verne. Depuis, elle reste à la recherche, dans ses créations, de «cette relation du réel à l'invisible»,.
Elle effectue des études d’arts plastiques et d’ethno-esthétique  à l’Université Panthéon-Sorbonne de 1995 à 1997, aux Beaux-Arts de Paris de 1997 à 1999 et  à École Supérieure d’Art Visuel (ESAV) de Genève. Une rencontre avec Jean Rouch la conduit en Afrique pendant une dizaine d’années. En 2011, elle conçoit et fabrique une machine, la camera obscura numérique avec laquelle elle filme et photographie. Elle s’intéresse aussi à d’autres territoires frappant l’imaginaire, tels le Groenland en 2018, le Soudan en 2019, le Bardenas Reales en Espagne, mais également les grottes d'Arcy-sur-Cure.
La reproduction réaliste d’éléments naturels n’est pas ce qui l'intéresse. Elle porte son attention sur les présences invisibles, comme cet enfant qui a laissé la trace de sa main sur la paroi d'une grotte. « La question de l’invisible et du sentiment éprouvé face à l’univers est ce à quoi je m’attache », explique-t-elle. « La grotte, de mon point de vue, pour tout ce qu’elle symbolise, en est le point d’orgue. »,,.
Elle a reçu le prix Niépce Gens d'images en 2023,. Elle a aussi lancé, dans Le Monde du 15 mai 2023, une tribune signée par plus de 330 personnes en soutien aux photographes soudanais, dont certains ont été enlevés ou sont détenus.

## Publication
- 2023 : Un autre monde, édition bilingue français-anglais par les éditions Clémentine de la Féronnière, avec Yannick Haenel et Jacques Aumont